# Sulfonowanie
Sulfonowanie – reakcja chemiczna polegająca na podstawieniu do związku chemicznego grupy sulfonowej −SO
2OH lub −SO
2OR przez działanie odpowiednim związkiem sulfonującym. W wyniku sulfonowania tworzą się tzw. związki sulfonowe.

## Sulfonowanie na atomie węgla
Reakcja ta przebiega według mechanizmu substytucji elektrofilowej. Jako czynnik sulfonujący używany jest np. stężony kwas siarkowy, oleum, tritlenek siarki lub kwas chlorosiarkowy. Związki alifatyczne na ogół sulfonują się trudno, w wysokich temperaturach i przy użyciu energicznych środków sulfonujących, związana z tym wydajność reakcji jest mała. Związki aromatyczne, zwłaszcza zawierające podstawniki aktywujące pierścień aromatyczny, sulfonują się zaś łatwo i wydajnie. Sumaryczny przebieg sulfonowania benzenu kwasem siarkowym wygląda następująco:
C
6H
6 + H
2SO
4 → C
6H
5SO
3H + H
2O
Wydzielona podczas reakcji woda rozcieńcza kwas, a tym samym wpływa na zahamowanie dalszego jej przebiegu. Dlatego też często reakcję przeprowadza się w temperaturze powyżej 100 °C lub usuwa się powstającą wodę, np. przez oddestylowanie jej jako azeotropu (np. z toluenem) w niższej temperaturze około 85 °C albo związanie jej poprzez dodawanie oleum – wówczas woda reaguje z trójtlenkiem siarki zawartym w oleum tworząc kwas siarkowy.
Właśnie powyższy sposób jest używany najczęściej – reakcja przebiega następująco:
C
6H
6 + H
2SO
4 + SO
3 → C
6H
5SO
3H + H
2SO
4
Sulfonowanie związków aromatycznych jest odwracalną reakcją egzotermiczną. Tak jak inne reakcje aromatycznej substytucji elektrofilowej, przebiega dwuetapowo. W pierwszym etapie następuje addycja grupy sulfonowej z wytworzeniem jonu obojnaczego Ar+
(H)SO−
3, który następnie traci proton tworząc sulfonian.

## Sulfonowanie heteroatomów
Heteroatomy w grupach funkcyjnych można sulfonować aktywnymi związkami organosulfonowymi typu Ar−SO
2−X (X = halogen, tetrazol, imidazol itp.). Na przykład nukleozydy ulegają sulfonowaniu tetrazolidem 2,4,6-triizopropylobenzenosulfonowym (TPS-Te) w pozycji 5′-OH oraz na egzocyklicznych atomach tlenu reszt purynowych (O6) i pirymidynowych (O4). Sulfonowaniu ulegają także grupy aminowe.